# Amphoe Kantharawichai
Amphoe Kantharawichai (thaï : กันทรวิชัย,) est un amphoe de la province de Maha Sarakham.